# 보니파치오 베로네세

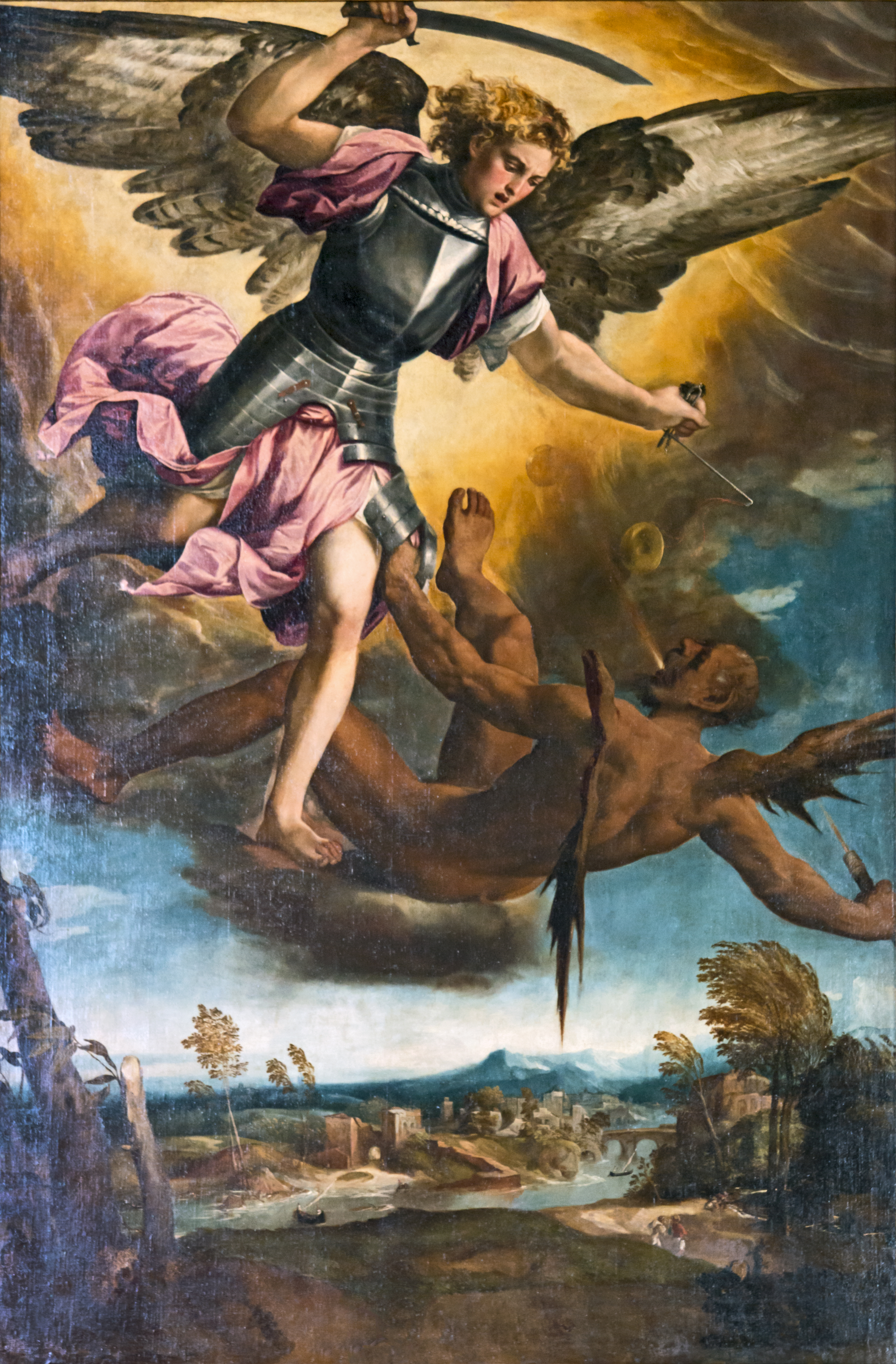
《루시퍼를 죽이는 성 미카엘》, 1530년, 산티 조반니 에 파올로 성당

보니파치오 베로네세(이탈리아어: Bonifazio Veronese, 1487년~1553년 10월 19일)는 베네치아 공화국에서 활동한 베네치아 화파 화가이다. 본명은 보니파치오 데 피타티(이탈리아어: Bonifazio de' Pitati)이다. 그의 작품은 당시 베니스의 젊은 세대 화가, 특히 안드레아 스키아보네와 틴토레토에게 많은 영향을 미쳤다.

## 생애
보니파치오 베로네세는 1487년 베로나에서 태어났으며 그의 가족은 1505년경 베니스로 이주했다. 그는 베니스에서 화가 팔마 베키오의 지도를 받았다고 전해진다. 그는 본래 베키오의 열렬한 추종자였다. 그는 베니스에 대규모 작업장을 운영했는데, 이 작업장에서는 작은 종교적인 작품부터 대형 회화 프로젝트까지 수행할 수 있었다. 그의 초기 작품에서는 조르조네와 티치아노 베첼리오에 대한 그의 정통을 확인할 수 있다.
그는 풍경 속에 성모와 아기 예수를 중심으로 한 수많은 사크라 콘베르사치오네를 그렸고, 비슷한 구두로 다른 성인들도 다양하게 그렸다. 그는 Palazzo dei Camerlenghi를 위해 20년 동안 대규모 서사화 시리즈를 제작했다.
그의 스타일은 조르조네와 티치아노의 영향을 받았다. 1530년대부터 예술가는 주로 라파엘로에서 파생된 중부 이탈리아 출신의 몇몇 비유적 요소를 도입했다. 그 기간 동안 그는 많은 카소네와 가구 장식품을 둘 정도로 베니스에서 큰 부를 쌓았다.
그는 안드레아 스키아보네와 틴토레토에게 지속적인 영향을 미쳤다고 전해진다. 1533년 베로네세는 베니스에서 죽었다.

## 작품

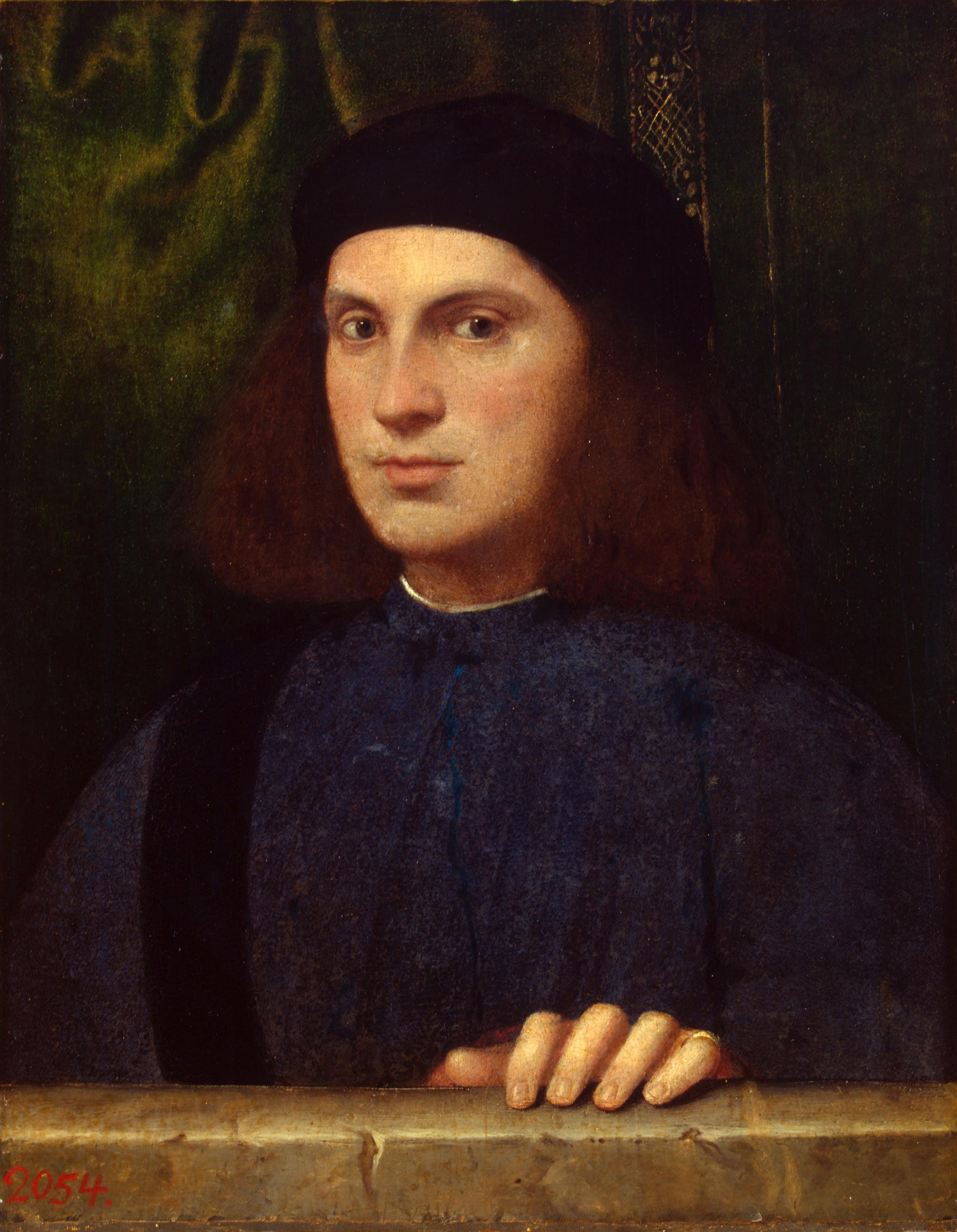
《청년의 초상화》, 1510년, 에르미타시 박물관
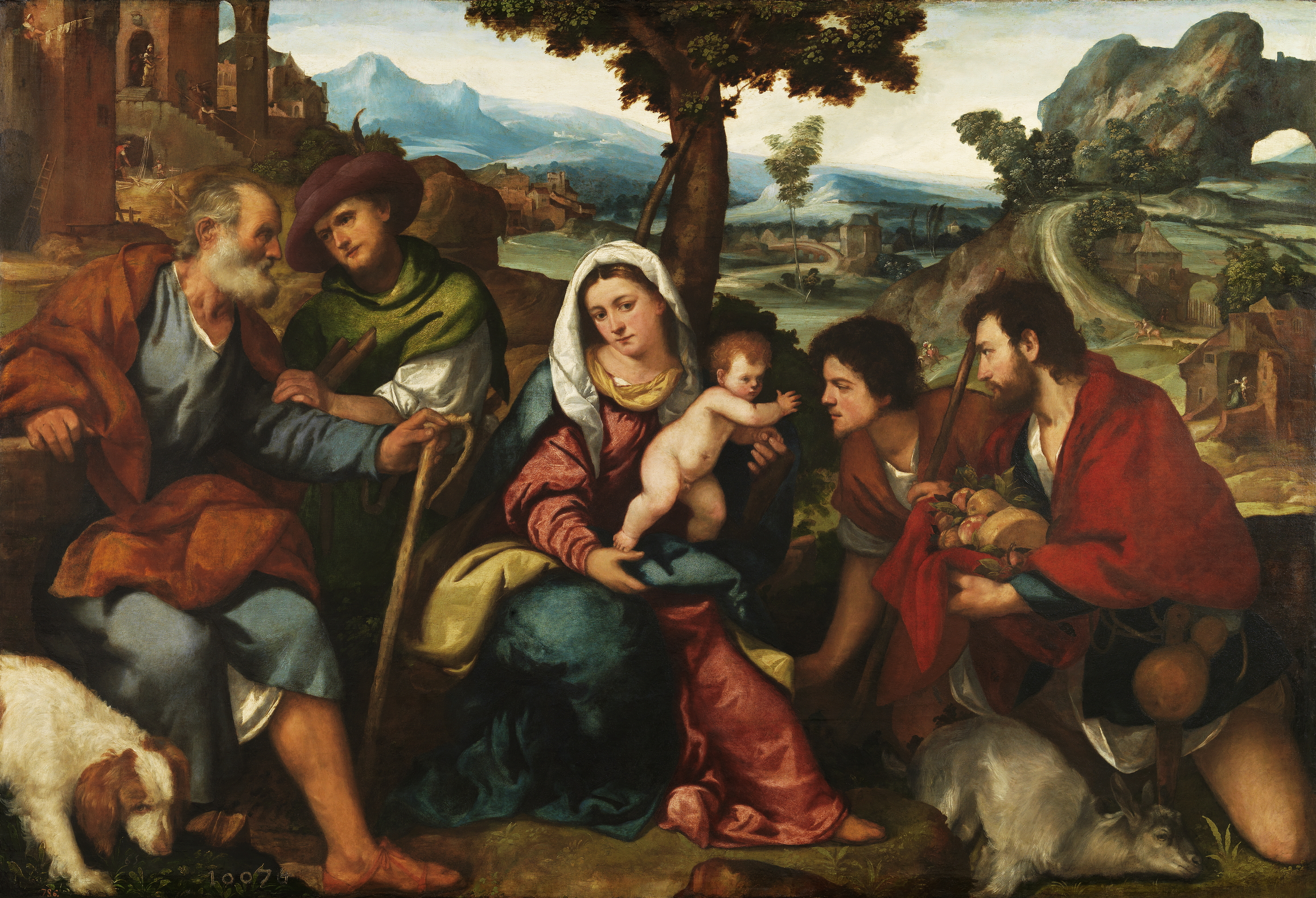
《목동들의 경배》, 1523년경, 프라도 미술관
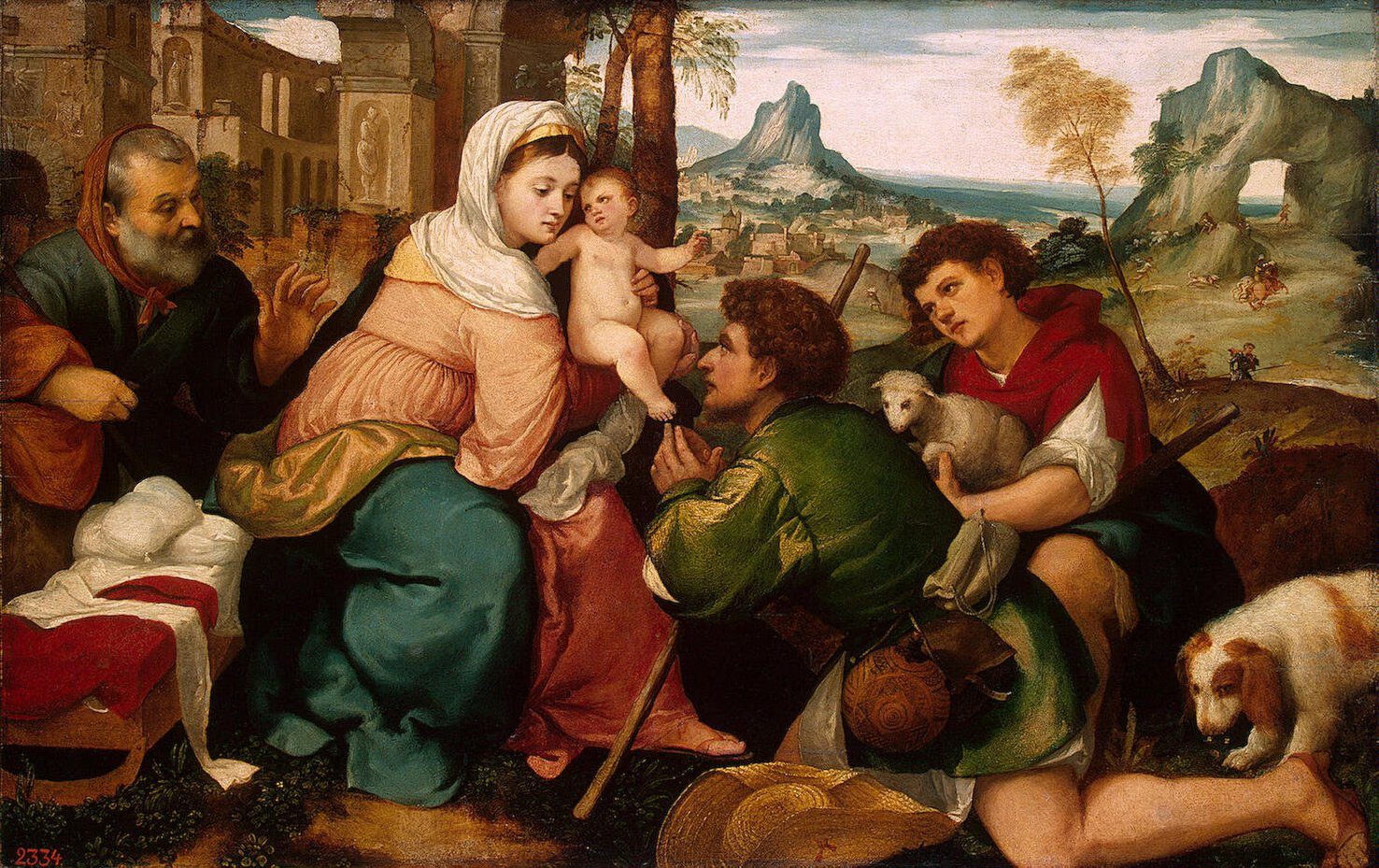
《목동들의 경배》, 1523년경, 에르미타시 박물관
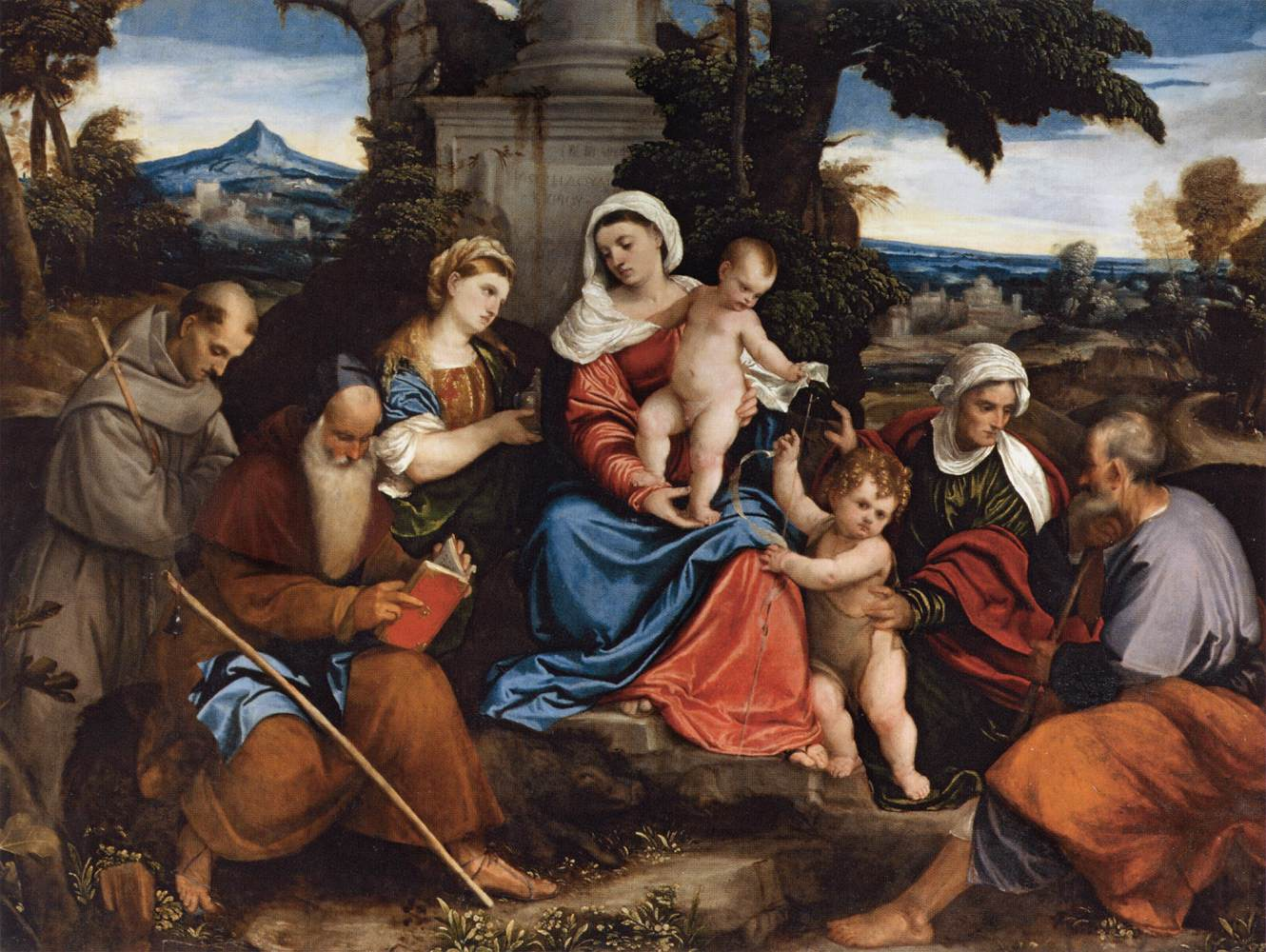
《성가족과 세례자 요한》, 1525년경, 루브르 박물관
《구원자와 사도들》, 1528년경, 아카데미아 미술관
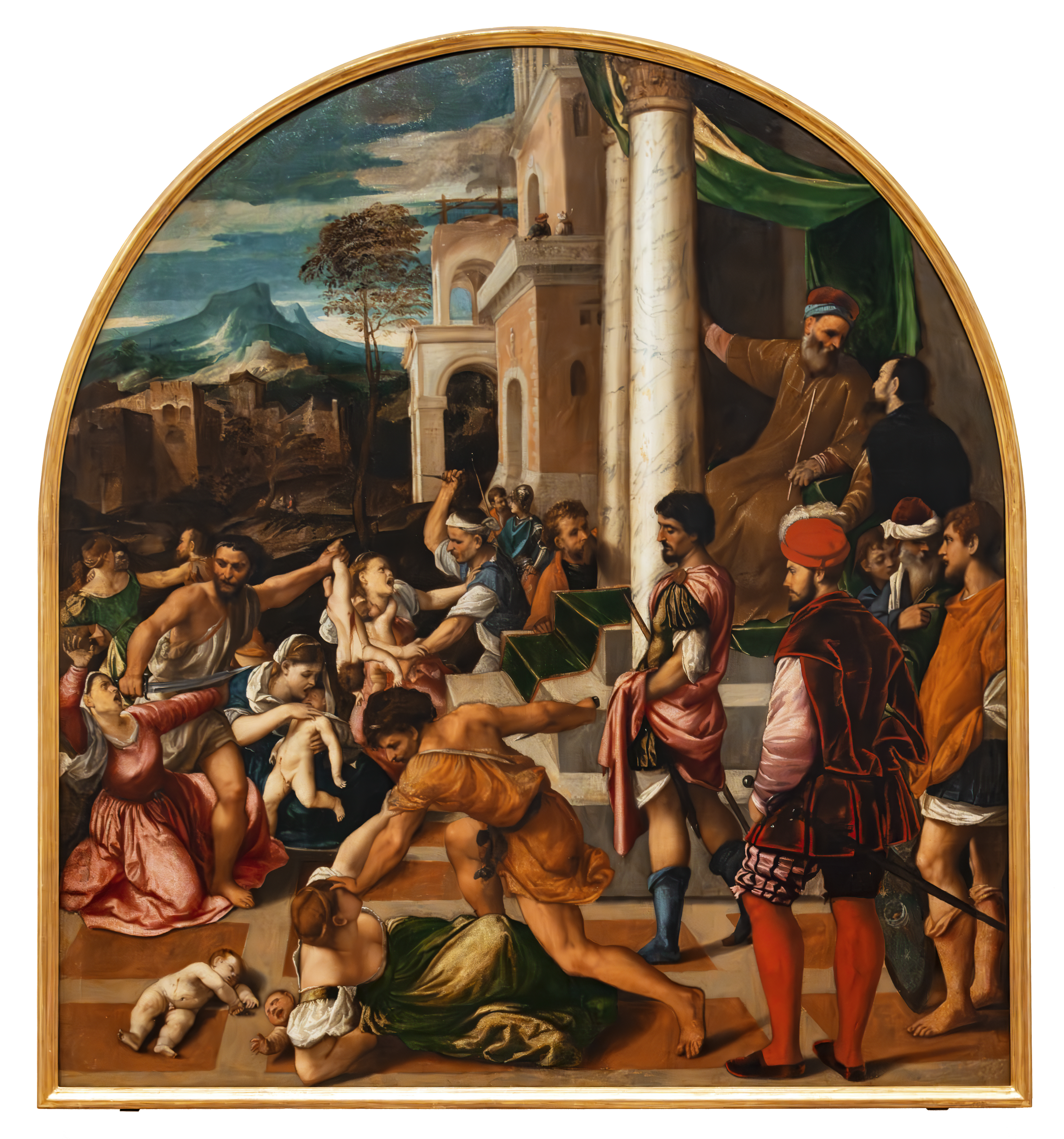
《무고한 사람들의 학살》, 1530년경, 아카데미아 미술관
《솔로몬의 심판》, 1533년, 아카데미아 미술관
《동방박사의 예배》, 1537년경, 아카데미아 미술관
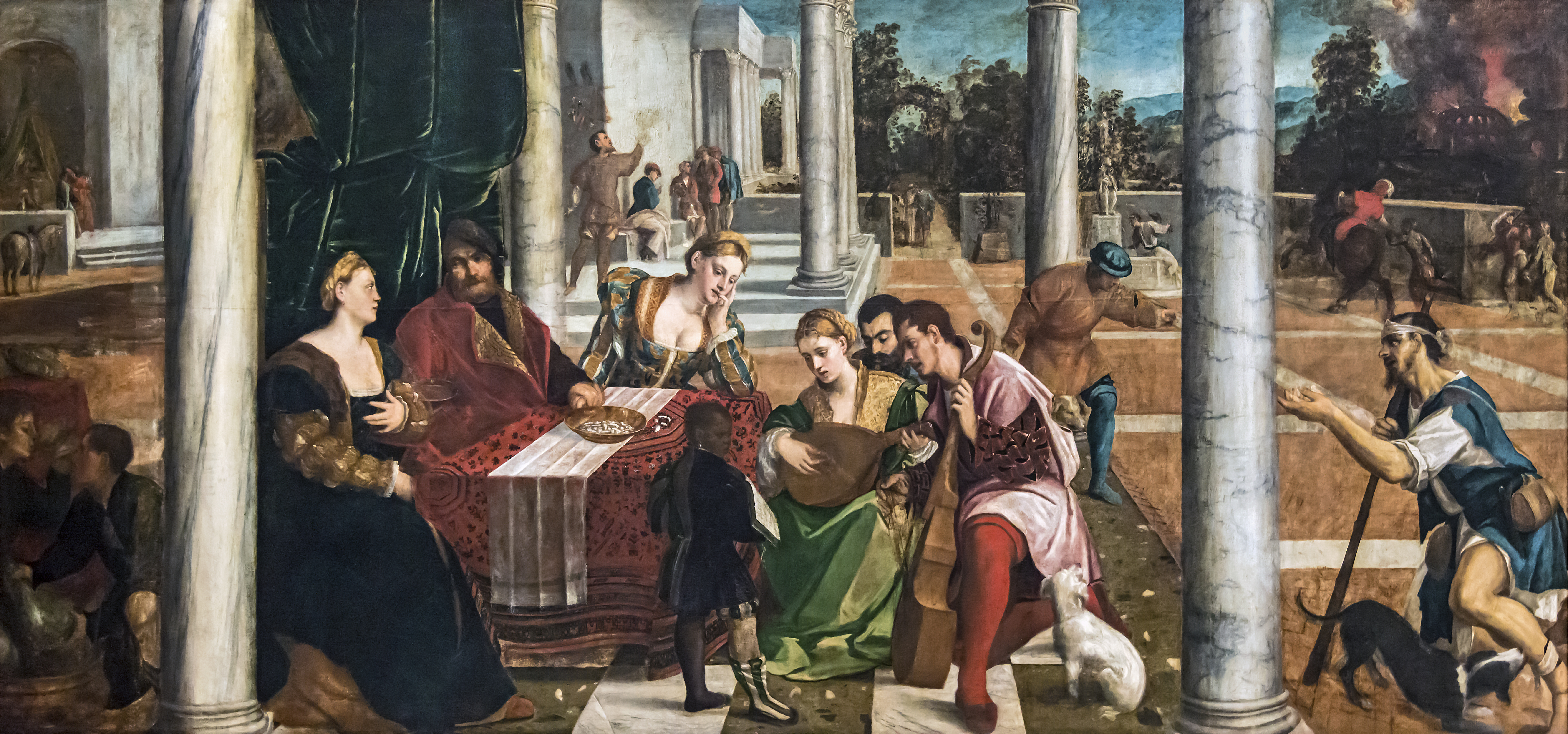
《부자와 나사로》, 1540년경, 아카데미아 미술관
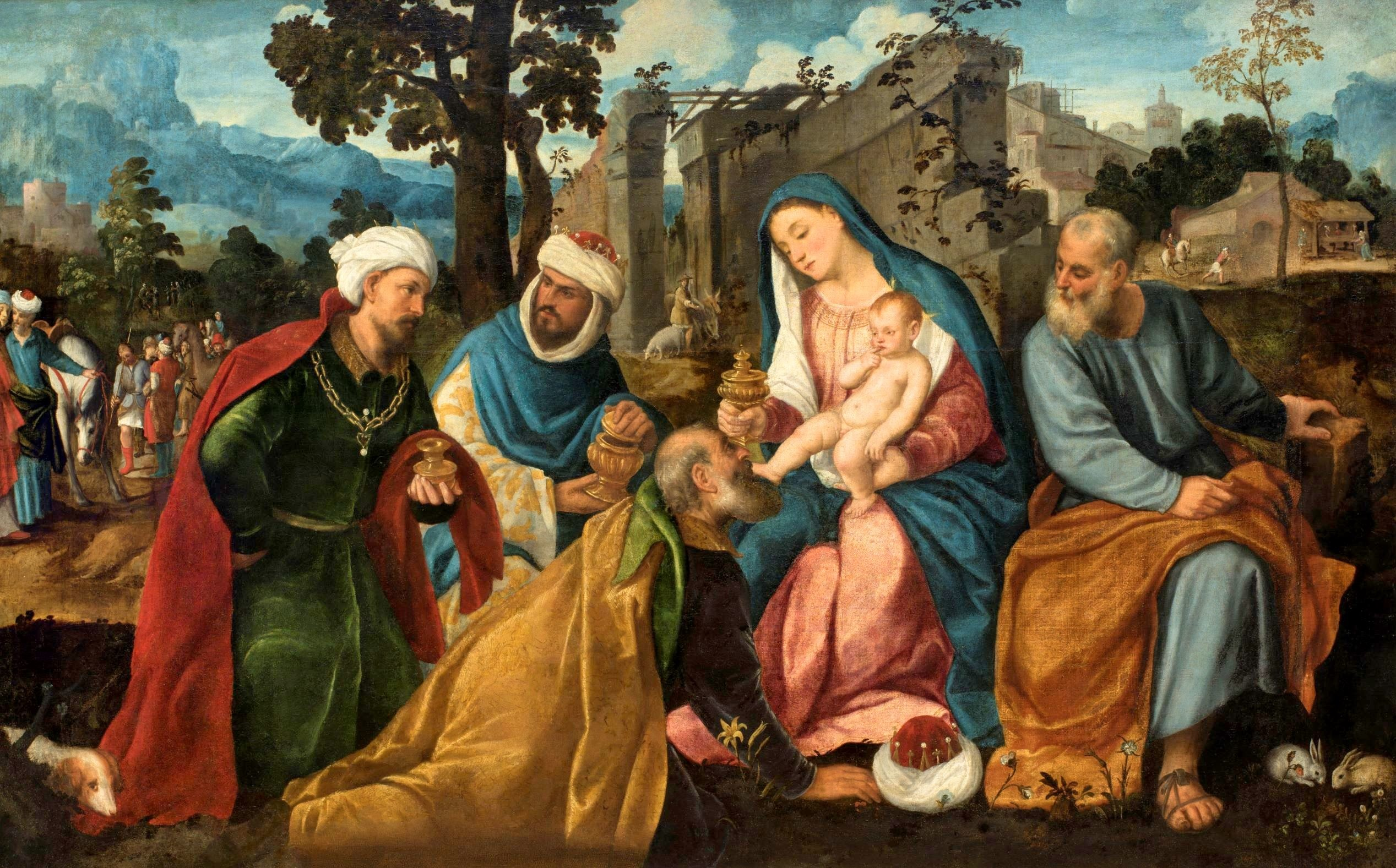
《동방박사의 예배》, 포즈난 국립박물관
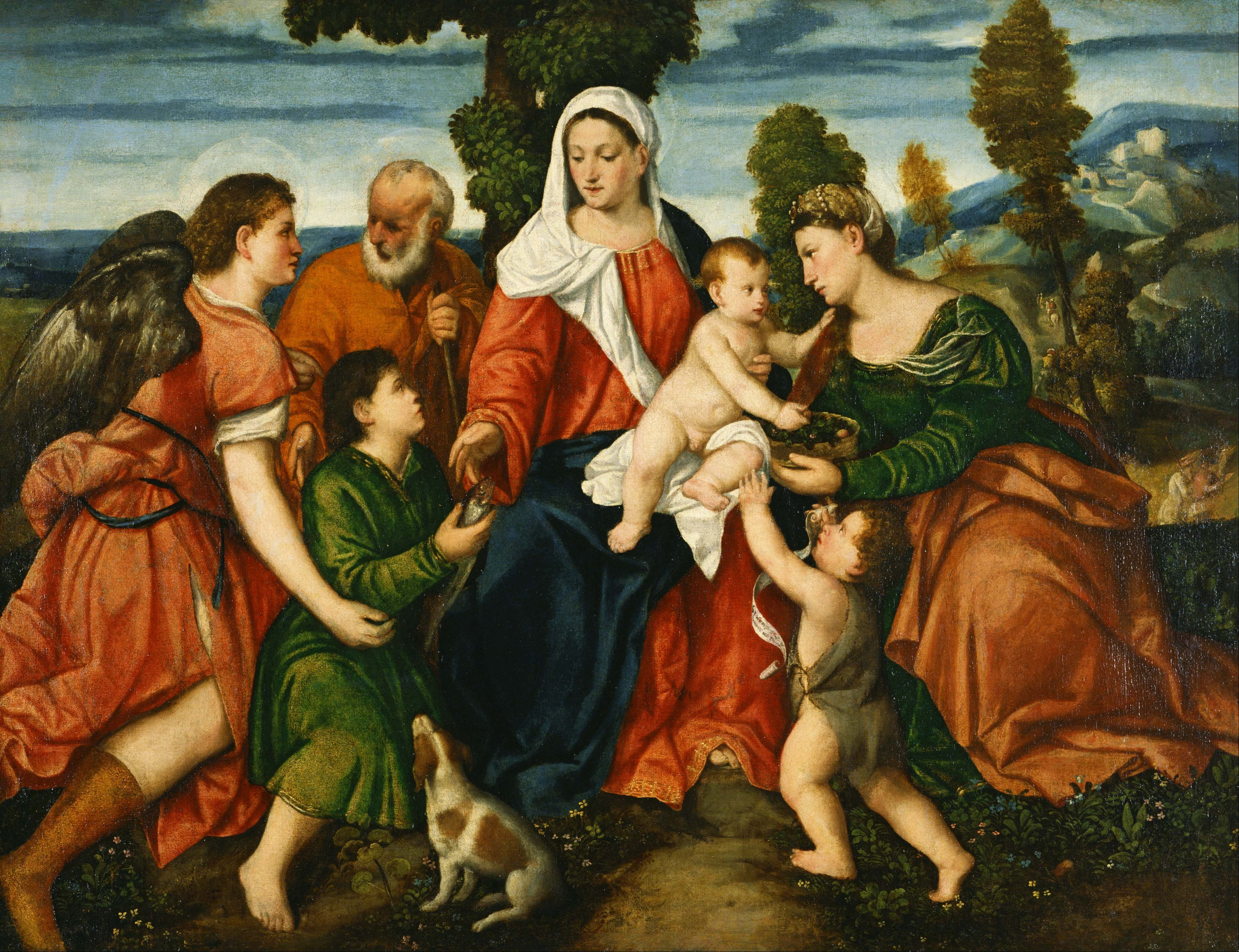
《토비아스와 함께하는 성가족》, 국립서양미술관
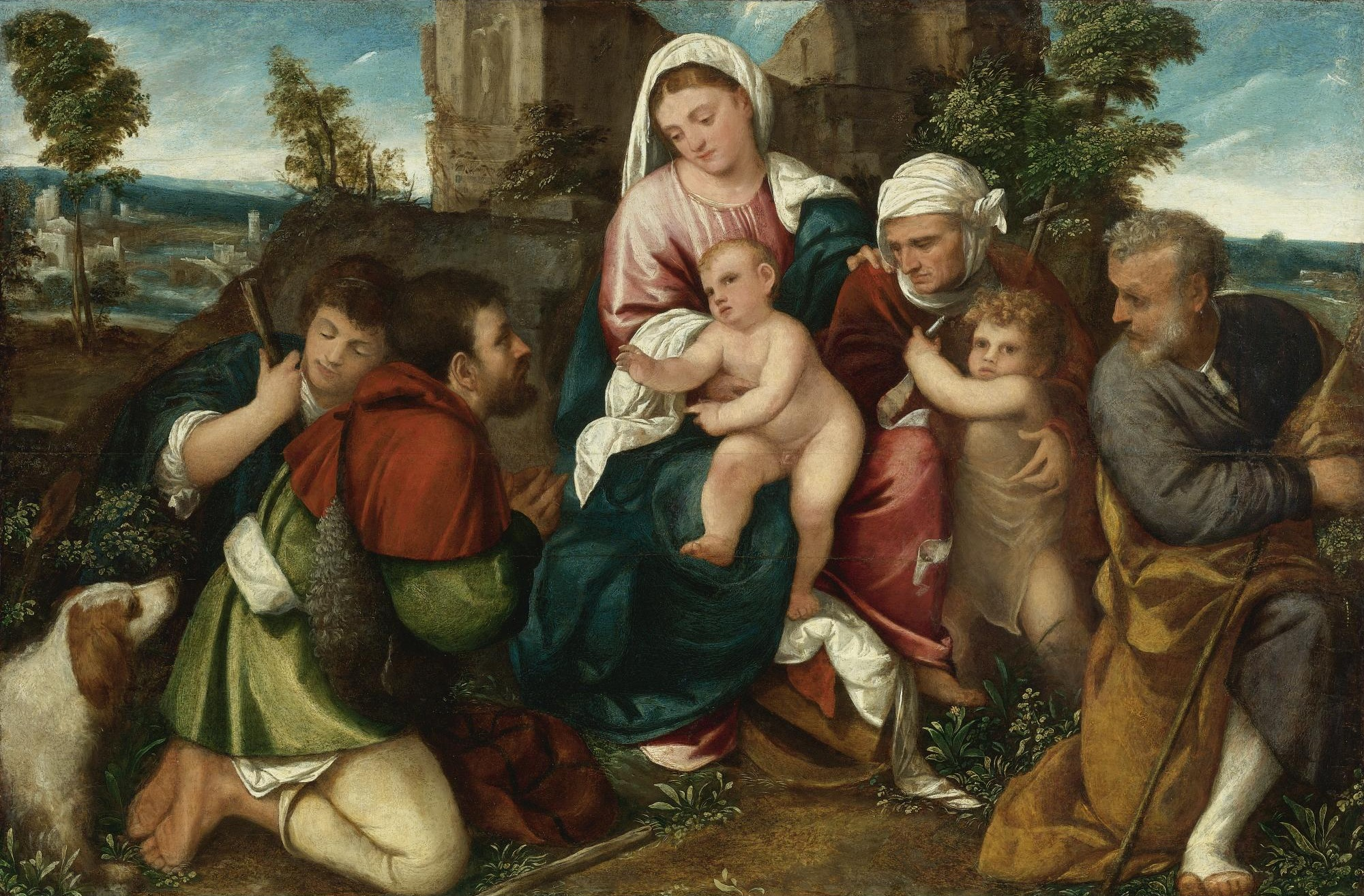
《성가족》

## 참조
1. ↑  Also spelled "Bonifacio"

- Freedberg, Sydney J. (1993).  Pelican History of Art, 편집. 《Painting in Italy, 1500-1600》 Penguin Books Ltd판. 347–349쪽.